# Reuben Kosgei

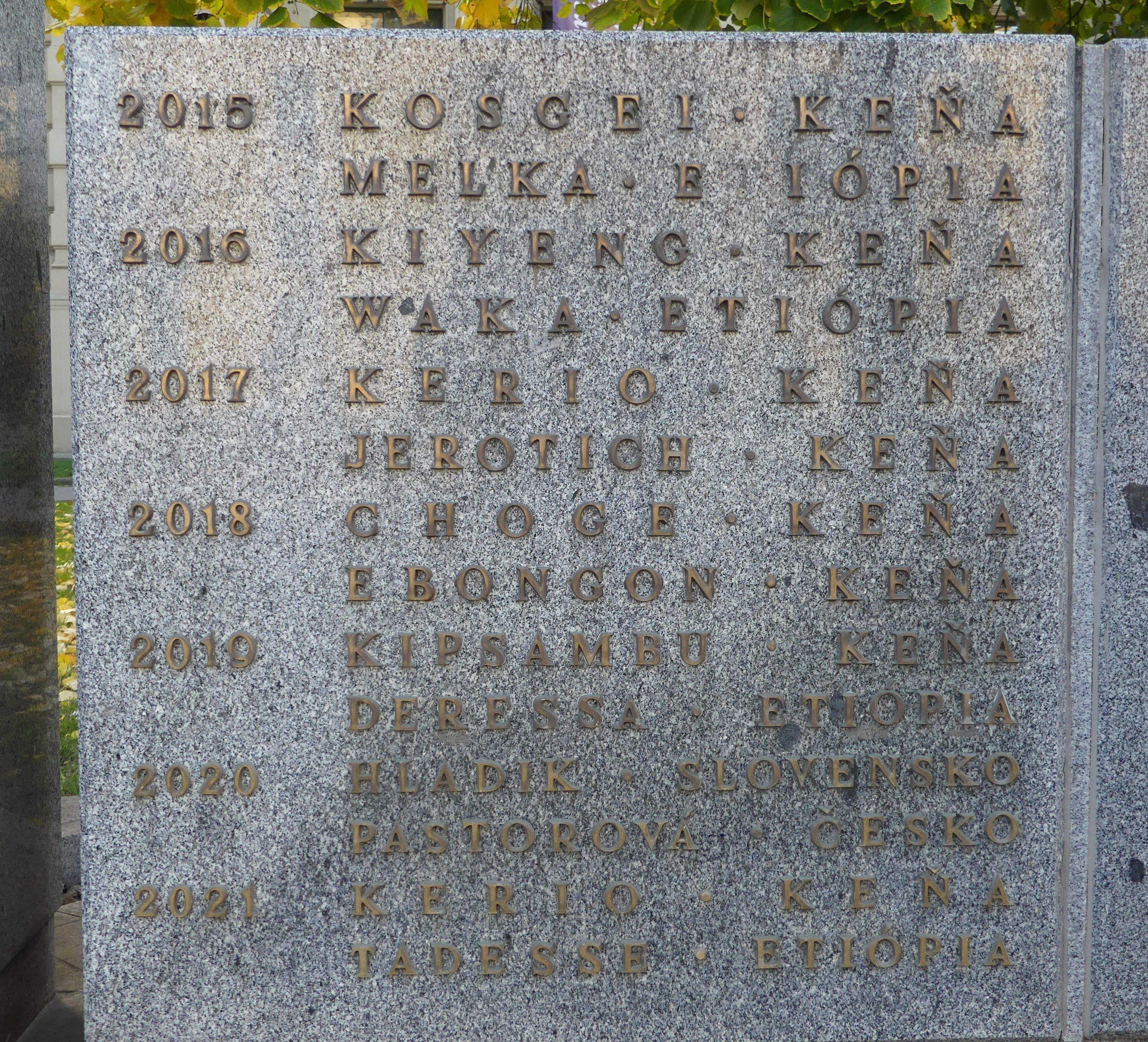
Reuben Kosgei uveden jako vítěz v roce 2015 na Památníku Košického maratonu.

Reuben Seroney Kosgei (* 2. srpna 1979, Kapsabet) je keňský atlet, olympijský vítěz a mistr světa na trati 3000 metrů překážek.
Jeho prvním úspěchem bylo vítězství na mistrovství světa juniorů na 3000 metrů překážek v roce 1998. Na olympiádě v Sydney v roce 2000 se stal nejmladším olympijským vítězem v této disciplíně. O rok později se stal v Edmontonu mistrem světa na 3000 metrů překážek.
Jeho osobní rekord na této trati je 7:57,29 z roku 2001.